# NGC 1287
NGC 1287 é uma galáxia espiral (Sa) localizada na direcção da constelação de Eridanus. Possui uma declinação de -02° 43' 50" e uma ascensão recta de 3 horas, 18 minutos e 33,3 segundos.
A galáxia NGC 1287 foi descoberta em 20 de Setembro de 1784 por William Herschel.